# 戈托伦戈
戈托伦戈（義大利語：Gottolengo），是意大利布雷西亚省的一个市镇。总面积29平方公里，人口5296人，人口密度182.6人/平方公里（2009年）。国家统计（ISTAT）代码为017080。